# Гора Батлер
Гора Батлер (англ. Butler Mons) — гора на Хароні – супутнику Плутона. Діаметр ≈ 90.6 км. Її було названо МАСом 11 квітня 2018 року на честь Октавії Батлер. 